# 幽庵焼き

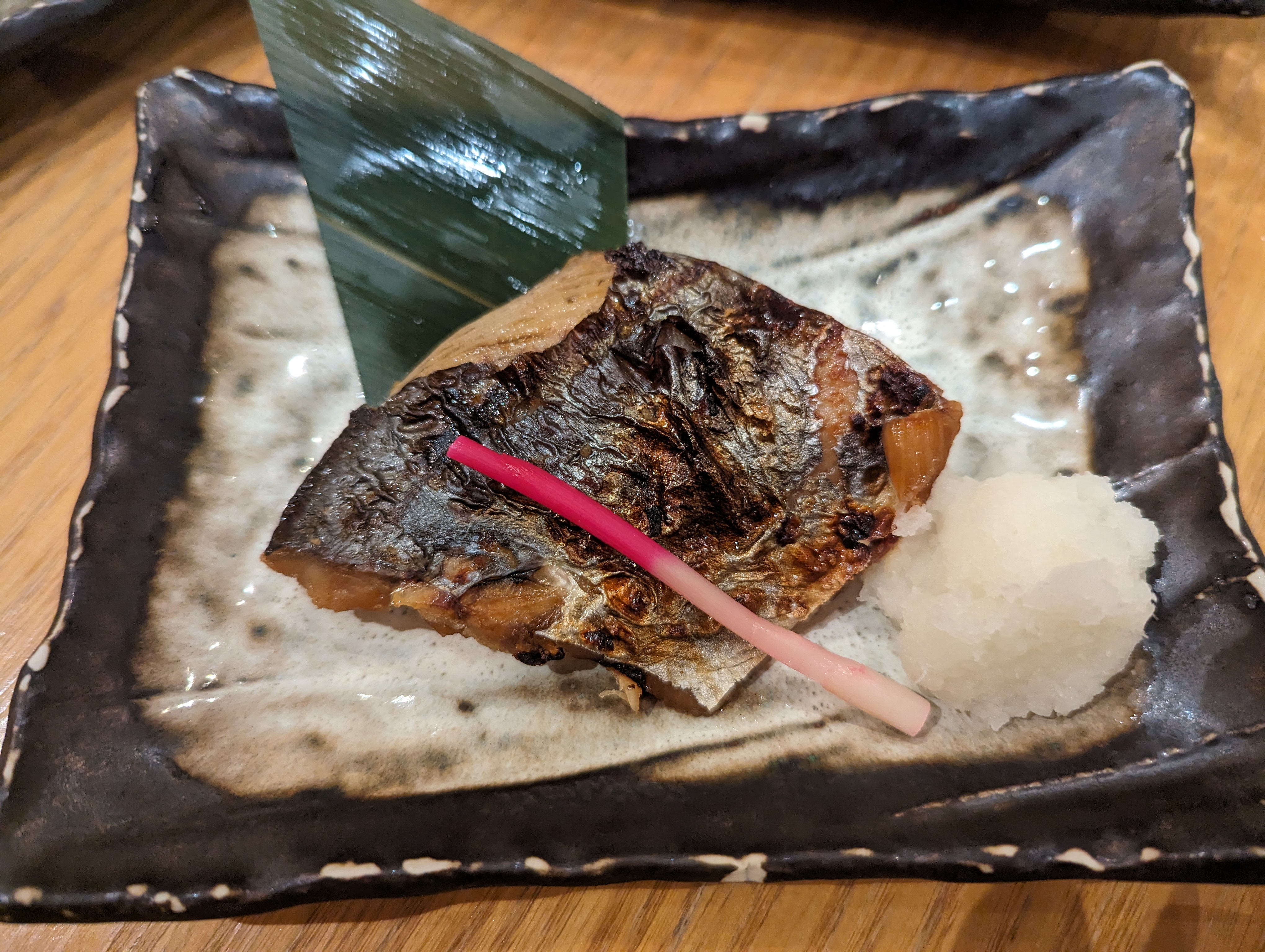
鰆の幽庵焼き

幽庵焼き（幽安焼き、柚庵焼き、祐庵焼き、ゆうあんやき）は、和食の焼き物のひとつで、幽庵地（醤油・酒・味醂の調味液にユズやカボスの輪切りを入れたもの）を用いた魚の付け焼き。
江戸時代の茶人で、食通でもあった北村祐庵（堅田幽庵）が創案したとされる。
アマダイ、マナガツオ、イナダ、サワラ、カマスなどの魚の切り身や鶏肉などを、醤油、酒、味醂を1:1:1であわせ、ユズの輪切りを加えてつくった漬けダレである「幽庵地」に数日間漬けこみ、汁気を切った後に焼き上げる。
汁気を切って蒸すと幽庵蒸しとなる。
ユズの香りが清々しい焼き料理である。熱いまま、または冷まし常温で供する。